# Parafia św. Andrzeja Apostoła w Jabłonowie
Parafia św. Andrzeja Apostoła w Jabłonowie – parafia rzymskokatolicka, terytorialnie i administracyjnie należąca do diecezji zielonogórsko-gorzowskiej, do dekanatu Żagań, erygowana w 1952. W parafii posługują księża diecezjalni. 